# Anthony Quinton, Baron Quinton
Anthony Meredith Quinton, Baron Quinton (* 25. März 1925 in London; † 19. Juni 2010 ebenda) war ein britischer Philosoph, Rundfunkmoderator, Politiker und Life Peer.

## Leben
Quintons Eltern waren der Surgeon Captain der Royal Navy Richard Frith Quinton und dessen Ehefrau Gwenllyan Letitia Jones. Er besuchte die Stowe School, eine Privatschule, in Stowe (Buckinghamshire). Im September 1940 wurde Quinton mit seiner Mutter auf der SS City of Benares kriegsbedingt nach Kanada evakuiert. Das Schiff wurde mitsamt dem ihn begleitenden Zerstörer im Atlantik von einem deutschen U-Boot aufgebracht und torpediert. Quinton überlebte die Versenkung mit seiner Mutter in einem Rettungsboot, das mehrere Stunden im eiskalten Wasser des Atlantik trieb.
Ab Januar 1943 studierte er, ausgestattet mit einem Stipendium, Wirtschaftswissenschaften, Politikwissenschaften und Philosophie (Philosophy, Politics and Economics) (PPE) am Christ Church College der University of Oxford. Im August 1943 schrieb er sich bei den britischen Militärstreitkräften ein und war während des Zweiten Weltkriegs im Rang eines Flying Officer Navigator bei der Royal Air Force. 1946 nahm er das Studium wieder auf. 1948 erhielt er sein First Degree mit Auszeichnung. Von 1949 bis 1955 war er Fellow am All Souls College der Universität Oxford. 1955 wurde er anschließend Fellow und Tutor am New College der Universität Oxford, was er bis 1978 blieb. 1978 wurde er Kanzler des Trinity College, ein Amt, das er bis 1997 innehatte.
Quinton verfasste zahlreiche Bücher und wissenschaftliche Studien zur Philosophie und Philosophiegeschichte. Zu seinen wichtigsten  Werken gehörten: The Nature of Things (1973), The Politics of Imperfection: The Religious and Secular Traditions of Conservative Thought in England from Hooker to Oakeshott (1978), Thoughts and Thinkers (1982)  und Utilitarian Ethics (1973), eine mittlerweile klassische Studie, die als höchst verlässliche Einführung in den Utilitarismus gilt.
Er schrieb außerdem von der akademischen Fachwelt hochgeschätzte Studien über Francis Bacon und David Hume, er war Herausgeber der Anthologie Political Philosophy (1967) und veröffentlichte 1998 das Buch From Wodehouse To Wittgenstein, eine Sammlung von Essays, in denen er philosophische Grundprinzipien auf politische und soziale Fragestellungen übertrug.
In den 1970er und 1980er Jahren gehörte er zu den Akademikern, die unter Premierministerin Margaret Thatcher das philosophische Profil der Conservative Party prägten.
Quinton schrieb auch regelmäßig Buchbesprechungen und Rezensionen für den Sunday Telegraph. Bei der BBC präsentierte er lange Jahre das erfolgreiche Radioquiz Round Britain Quiz.
1952 heiratete er die Bildhauerin Marcelle Wegier. Mit ihr hatte er zwei Kinder, eine Tochter und einen Sohn.

## Mitgliedschaft im House of Lords
Am 7. Februar 1983 wurde Quinton zum Life Peer erhoben. Er trug den Titel Baron Quinton, of Holywell in the City of Oxford and County of Oxfordshire. Im House of Lords saß er für die Conservative Party. Sein politisches Interesse galt dem Schulwesen, der Kunst und den Medien. Als Länder von Interesse gab er auf der Webseite des House of Lords die Vereinigten Staaten, Polen und Israel an.

## Ämter und Ehrungen
Quinton war Präsident der Aristotelian Society (1975–1976), Mitglied des Arts Council (1979–1981), stellvertretender Vorsitzender des Board of Editors der Encyclopaedia Britannica (1980–1995), Vorsitzender des Verwaltungsrats der British Library (1985–1990), Vizepräsident der British Academy (1985–1986), Präsident des Royal Institute of Philosophy (1990–2005) und Vorsitzender der Kennedy Memorial Foundation (1990–1995).
1977 wurde er Fellow der British Library, von 1970 bis 1985 war er Fellow des Winchester College.

## Veröffentlichungen
- Political Philosophy (1967). Oxford University Press, ISBN 978-0-19-875002-4.
- The Nature of Things (1973). Routledge and Kegan Paul, ISBN 978-0-7100-7453-9.
- Utilitarian Ethics (1973). Duckworth Publishers, 2. Auflage November 2007, ISBN 978-0-7156-1730-4.
- The Politics of Imperfection (1978). Faber and Faber, ISBN 978-0-571-11285-2.
- Francis Bacon (1980). Oxford University Press, ISBN 978-0-19-287524-2.
- Thoughts and Thinkers (1982). Duckworth, ISBN 978-0-8419-0772-0.
- From Wodehouse to Wittgenstein (1998). Palgrave Macmillan, ISBN 978-0-312-21161-5.
- Hume (1998). Routledge, ISBN 978-0-415-92393-4.